# NGC 2452
NGC 2452 é uma nebulosa planetária na direção da constelação de Puppis. O objeto foi descoberto pelo astrônomo John Herschel em 1837, usando um telescópio refletor com abertura de 18,6 polegadas. Devido a sua moderada magnitude aparente (+12), é visível apenas com telescópios amadores ou com equipamentos superiores. 